# Huang Bokai
Huang Bokai (chinesisch 黄博凯 Huáng Bókǎi; * 26. September 1996 in Shaowu) ist ein chinesischer Leichtathlet, der sich auf den Stabhochsprung spezialisiert hat.

## Sportliche Laufbahn
Erste internationale Erfahrungen sammelte Huang Bokai bei den Jugendweltmeisterschaften 2013 in Donezk, bei denen er mit 5,20 m die Silbermedaille gewann. Im Jahr darauf siegte er mit 5,25 m bei den Juniorenasienmeisterschaften in Taipeh und wurde bei den Juniorenweltmeisterschaften in Eugene mit übersprungenen 5,45 m Fünfter. Bei den Asienmeisterschaften 2015 in Wuhan gewann er mit 5,50 m die Bronzemedaille hinter seinem Landsmann Zhang Wei und Seito Yamamoto aus Japan. 2016 siegte er mit neuem Meisterschaftsrekord von 5,75 m bei den Hallenasienmeisterschaften in Doha. Im Sommer nahm er an den Olympischen Spielen in Rio de Janeiro teil und schied dort mit 5,45 m in der Qualifikation aus. 2019 gewann er bei den Asienmeisterschaften in Doha mit 5,66 m erneut die Bronzemedaille hinter dem Philippiner Ernest Obiena und seinem Landsmann Zhang. Damit qualifizierte er sich für die Weltmeisterschaften ebendort und belegte dort mit 5,55 m im Finale den neunten Platz. 2021 nahm er an den Olympischen Spielen in Tokio teil und verpasste dort mit 5,50 m den Finaleinzug.
2022 startete er bei den Weltmeisterschaften in Eugene und schied dort mit übersprungenen 5,50 m den Finaleinzug. Im Jahr darauf gewann er bei den Asienmeisterschaften in Bangkok mit 5,51 m zum dritten Mal eine Bronzemedaille, diesmal hinter dem Philippiner Ernest John Obiena und Hussain al-Hizam aus Saudi-Arabien. Anschließend belegte er bei den Weltmeisterschaften in Budapest mit 5,75 m im Finale den sechsten Platz, ehe er bei den Asienspielen in Hangzhou mit 5,65 m die Silbermedaille hinter dem Philippiner Obiena gewann. 2024 wurde er bei der Xiamen Diamond League mit 5,72 m Dritter, ehe er im August bei den Olympischen Sommerspielen in Paris mit persönlicher Bestleistung von 5,80 m im Finale den siebten Platz belegte. Im Jahr darauf gewann er bei den Asienmeisterschaften in Gumi mit 5,72 m die Silbermedaille hinter dem Philippiner Obiena.
In den Jahren 2018 und 2021 wurde Huang chinesischer Meister im Stabhochsprung.